# Christie MacDonald

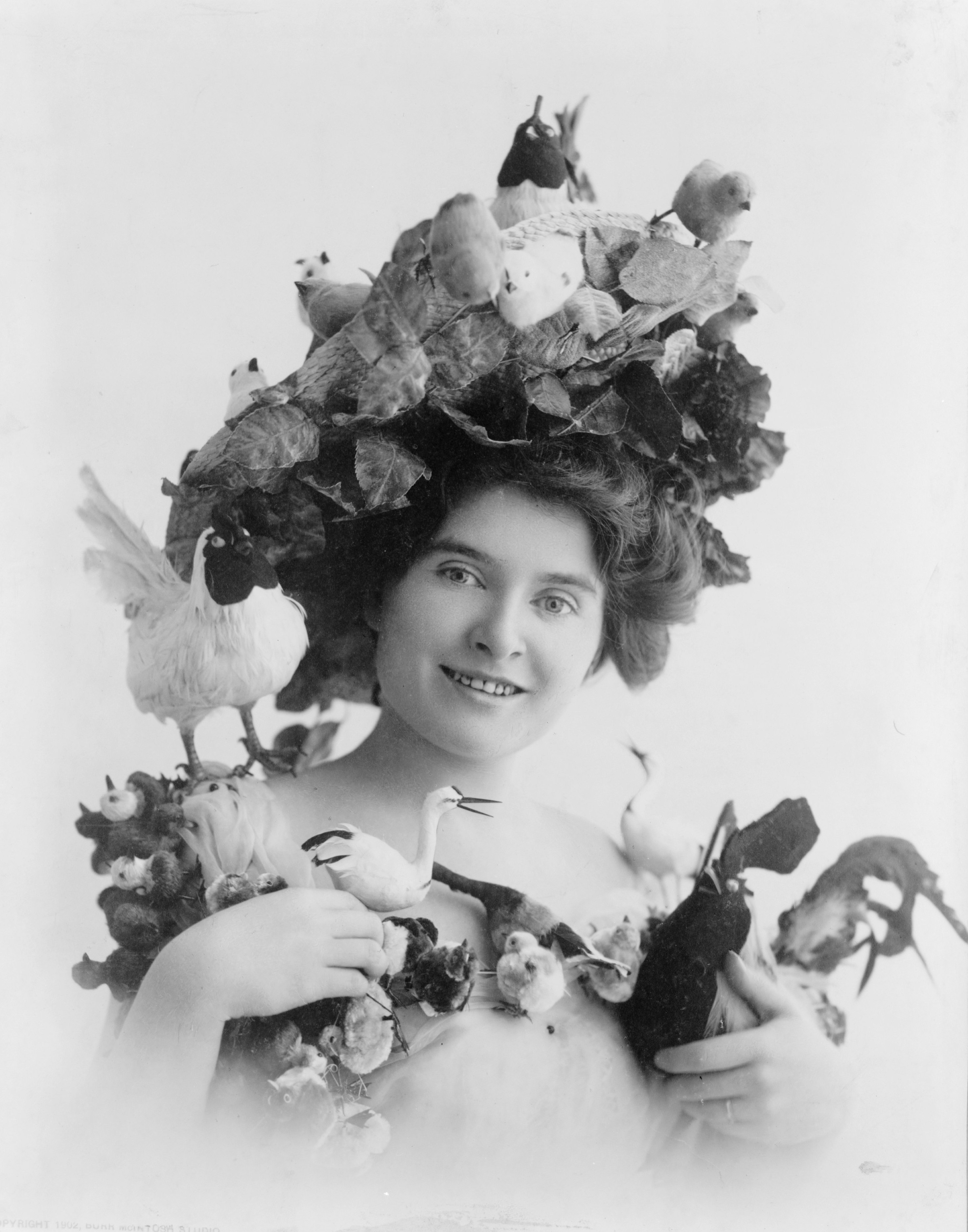
Christie MacDonald

Christie MacDonald (* 28. Februar 1875 in Pictou, Nova Scotia; † 25. Juli 1962 in Westport, Connecticut) war eine US-amerikanische Sängerin (Sopran) kanadischer Herkunft.

## Leben
MacDonald sang in ihrer Jugend in Kirchenchören und hatte den ersten Gesangsunterricht bei John Stromberg. Später setzte sie ihre Ausbildung in Boston fort und hatte dort ihren ersten Bühnenauftritt als Chorsängerin in Francis Wilsons Inszenierung der Oper Erminie von Edward Jakobowski. Im gleichen Jahr sang sie ihre erste Solorolle in der Pauline Hall in Edgar Stillman Kelleys Puritania.
1900 erhielt MacDonald in New York die Titelrolle in der Musikshow Princess Chic von Kirk La Shelle und Julian Edwards. Im gleichen Jahr trat sie in The Cadet Girl und Hodge, Podge & Co, 1902 in The Toreador, 1904 in An English Daisy und The Sho-Gun  und 1906 in Mexicana und The Belle Of Mayfair auf.
Großen Erfolg hatte MacDonald als Prinzessin Bozena in Heinrich Reinhardts Operette The Spring Maid (Libretto von Harry B. Smith und Robert B. Smith), die ab Ende 1910 am Liberty Theatre 192 Aufführungen hatte. Die Titel Two Little Love Bees und Day Dreams, Visions of Bliss nahm sie im Folgejahr bei Victor Records auf. 1913 sang sie in Victor Herberts Operette Sweethart die Rolle der Sylvia, die Herbert für sie komponiert hatte.  Auch aus dieser Operette nahm sie Auszüge bei Victor Records auf. 1920 verabschiedete sie sich von der Bühne als Lady Hollyrod in Leslie Stuarts Musical Floradora.
1992 wurde am Coastline Theatre Geburtsstadt Macdonalds, Pictou, das Musical Christie aufgeführt, in dem ihr Leben nachgezeichnet wird.